# 3064 Zimmer
3064 Zimmer è un asteroide della fascia principale. Scoperto nel 1984, presenta un'orbita caratterizzata da un semiasse maggiore pari a 2,4549822 UA e da un'eccentricità di 0,1180216, inclinata di 2,93951° rispetto all'eclittica.
L'asteroide è dedicato all'astronomo e orologiaio belga Louis Zimmer.